# Saint-Gervais-en-Vallière
Saint-Gervais-en-Vallière is een gemeente in het Franse departement Saône-et-Loire (regio Bourgogne-Franche-Comté) en telt 346 inwoners (2005). De plaats maakt deel uit van het arrondissement Chalon-sur-Saône.

## Geografie
De oppervlakte van Saint-Gervais-en-Vallière bedraagt 15,8 km², de bevolkingsdichtheid is 21,9 inwoners per km².
De onderstaande kaart toont de ligging van Saint-Gervais-en-Vallière met de belangrijkste infrastructuur en aangrenzende gemeenten.

## Demografie
Onderstaande figuur toont het verloop van het inwonertal (bron: INSEE-tellingen).